# Echinocereus ortegae
Echinocereus ortegae är en kaktusväxtart som beskrevs av Joseph Nelson Rose. Echinocereus ortegae ingår i släktet Echinocereus och familjen kaktusväxter.

## Underarter
Arten delas in i följande underarter:
- E. o. koehresianus
- E. o. ortegae

## Bildgalleri

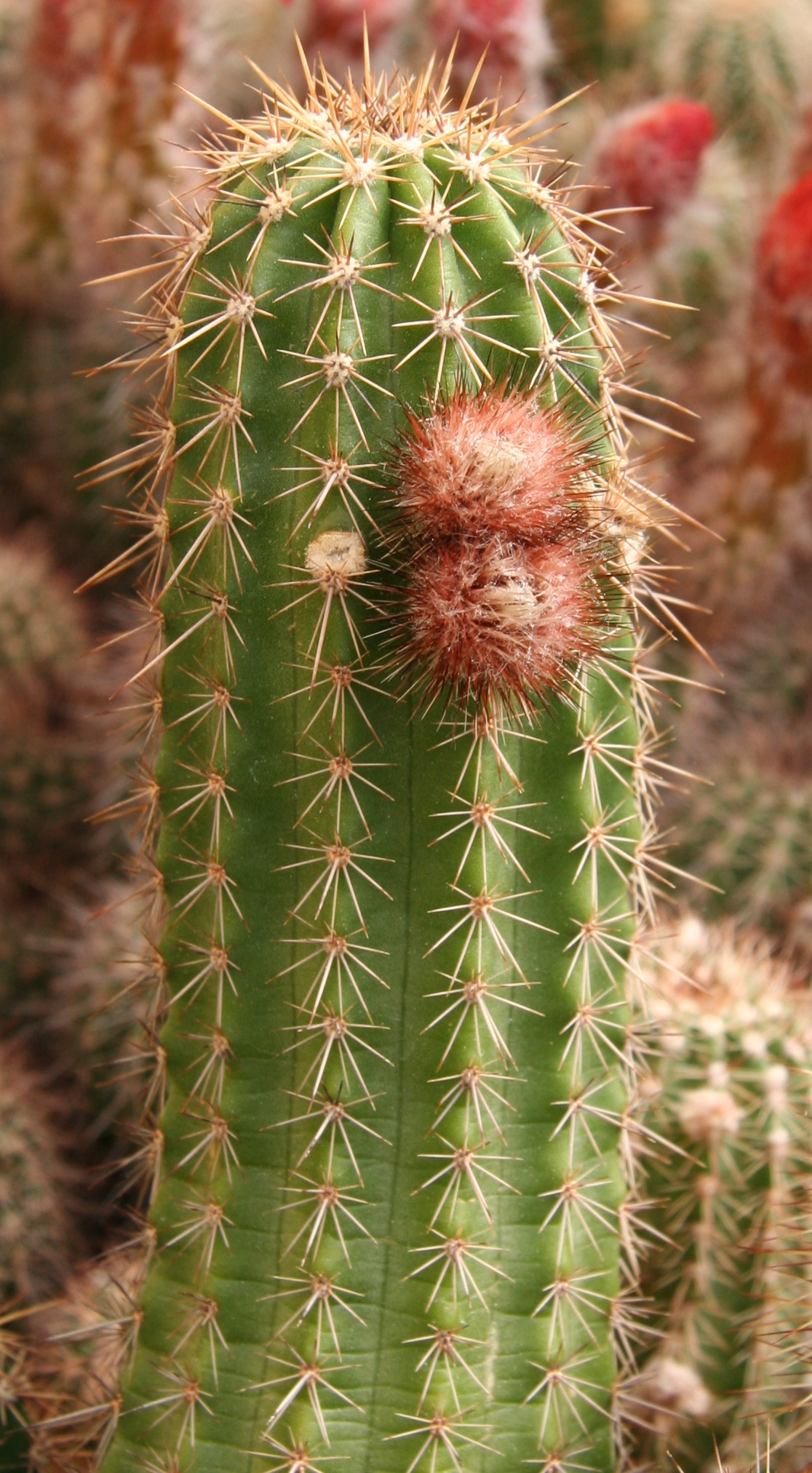